# Ивченко, Еугениюс Левович
Еугениюс Левович Ивченко (род. 2 февраля 1946 года) — советский и российский физик, специалист в области физики полупроводников, академик РАН (2022).

## Биография
Родился 2 февраля 1946 года в Литовской ССР.
В 1970 году с отличием окончил факультет радиоэлектроники Ленинградского политехнического института.
В 1974 году защитил кандидатскую диссертацию, тема: «Оптическая ориентация и нелинейное поглощение в полупроводниках».
В 1982 году защитил докторскую диссертацию, тема: «Новые оптические явления в полупроводниках со сложной зоной структурой».
Работает в Физико-техническом институте им. А. Ф. Иоффе РАН, длительное время заведовал сектором.
Профессор кафедры твердотельной электроники физико-технического факультета СПбПУ (по совместительству), также читает курс лекций в Академическом университете РАН.
В 2011 году избран членом-корреспондентом РАН.
В 2022 году избран академиком РАН.
Член клуба «1 июля».

## Научная деятельность
Основные научные результаты:
- заложено новое направление в нанофотонике — резонансные фотонные кристаллы и квазикристаллы;
- заложены основы теории слабой локализации в физике твердого тела;
- предсказаны и исследованы циркулярный фотогальванический эффект, прямой и обратный спин-гальванические эффекты в гиротропных средах, орбитально-долинные фототоки;
- построена теория тонкой структуры низкоразмерных экситонов;
- исследованы эффекты, обусловленные анизотропией химических связей на интерфейсах;
- решены задачи об эффекте Зеемана в наноструктурах и о влиянии магнитного поля, а также электрон-электронного взаимодействия на прецессионный механизм спиновой релаксации;
- построена теория резонансной слабой гиротропии и магнитоиндуцированной дисперсии диэлектрических осей.

Ведёт преподавательскую работу в Санкт-Петербургском политехническом университете.
Под его руководством защищено 12 кандидатских и 2 докторских диссертации.
Член редколлегии журналов «Физика твёрдого тела» и «Solid State Communications», член учёного совета ФТИ им. А. Ф. Иоффе РАН, двух диссертационных советов.

### Публикации
Автор более 300 публикаций в научных журналах и трех монографий, в том числе:
- E.L. Ivchenko, G.E. Pikus, Superlattices and other heterostructures. Symmetry and optical phenomena, Springer-Verlag, 1995; second edition 1997.
- E.L. Ivchenko, Optical spectroscopy of semiconductor nanostructures", Alpha Science International, Harrow, UK, 2005.
- A.N. Poddubny , E.L.Ivchenko, Photonic quasicrystalline and aperiodic structures, Physica E 42(7) (2010) 187.
- E.L. Ivchenko, S.D. Ganichev, Ratchet effects in quantum wells with a lateral superlattice, Письма в ЖЭТФ 93(11/12) (2011) 752.
- Е. Л. Ивченко, Спиновая физика в полупроводниковых наносистемах, УФН 182(8) (2012) 869.

## Награды
- Медаль ордена «За заслуги перед Отечеством» I степени (2024)[6]
- Медаль ордена «За заслуги перед Отечеством» II степени (2010)[7]
- Медаль «В память 300-летия Санкт-Петербурга» (2003)
- лауреат премии ФТИ имени А. Ф. Иоффе за лучшую работу (2002, 2004, 2006, 2008, 2010)
- Премия имени Иоффе Физико-технического института РАН (2009)
- Премия имени А. Ф. Иоффе в области физики и астрономии Правительства Санкт-Петербурга (2015) — за создание теории оптических и фотогальванических эффектов в низкоразмерных системах[8]
- Нагрудный знак МОН РФ «Почётный наставник» (2021)[9]